# كأس أرمينيا 1993
كأس أرمينيا 1993 هو الموسم 2 من كأس أرمينيا. أقيم خلال الفترة أبريل 1993 وحتى 25 مايو 1993، وأشرف على تنظيمه اتحاد أرمينيا لكرة القدم، وكان عدد الأندية المشاركة فيه 31، وفاز فيه أرارات يريفان.